# Шкала Бенджамина
Шкала гендерной идентичности Гарри Бенджамина (англ. Harry Benjamin's Gender Identity Scale), часто называемая просто «шкалой Бенджамина» являлась первой попыткой классифицировать и понять различные формы гендерно-вариантного поведения, предложенной доктором Гарри Бенджамином. Эта шкала состоит из 6 категорий, что приблизительно подобно шкале Кинси для классификации сексуальной ориентации, состоящей из 7 категорий.
Подобно тому, как Кинси понимал шкалу сексуальной ориентации не как 7 отдельных градаций, а как непрерывный спектр, д-р Бенджамин также понимал, что природа гендерной идентичности и гендерно-вариантного поведения также не дискретна и представляет собой в действительности непрерывный спектр, континуум состояний, которых намного больше, чем отражено в шкале. Однако разработанная им шкала, тем не менее, выглядела в то время удобным, рациональным и клинически применимым способом диагностировать различные формы транссексуальности и проводить различие между теми пациентами, которые нуждаются в гормонотерапии и/или хирургической коррекции пола и теми, кому это не требуется или не показано.
Бенджамин при этом отмечал: «Следует особо подчеркнуть, что эти 6 типов не могут и никогда не смогут быть чётко разделены».
| Группа | Тип | Наименование                                                   |
| ------ | --- | -------------------------------------------------------------- |
| 1      | I   | Псевдо-трансвестизм                                            |
| 1      | II  | Фетишистский трансвестизм                                      |
| 1      | III | Истинный трансвестизм                                          |
| 2      | IV  | Нон-оп транссексуализм                                         |
| 3      | V   | Ядерный транссексуализм со средней степенью гендерной дисфории |
| 3      | VI  | Ядерный транссексуализм с тяжёлой гендерной дисфорией          |

Бенджамин также добавил примечание: «Следует указать, что существует возможность нескольких различных концептуализаций и классификаций феномена трансвестизма и транссексуальности. Дальнейшие исследования и наблюдения могут привести нас к пониманию того, какая из концепций и классификаций ближе к истине, и таким образом, возможно, мы сможем приблизиться к пониманию этиологии транссексуальности».
Шкала Бенджамина относится только к транс-женщинам, поскольку д-р Бенджамин имел сравнительно мало опыта с транс-мужчинами и не мог классифицировать столь малую выборку.

## Классификация по шкале Бенджамина

### Тип первый: Псевдо-трансвестизм
- Гендерная идентичность (самоощущение): Мужское.
- Привычки в одежде и социальная жизнь: Живёт как мужчина. Может изредка переодеваться в женскую одежду ради получения сексуального возбуждения и удовлетворения. Нормальная мужская жизнь без ощущения гендерного дискомфорта.
- Выбор сексуальных объектов и половая жизнь: Может быть гетеро-, би- или гомосексуален. Переодевание и, более часто, обмен одеждой с женщиной могут вообще не реализовываться и возникать только в мастурбационных фантазиях. Может получать сексуальное удовлетворение и только от чтения трансвеститской литературы, без физической реализации переодеваний.
- Оценка по шкале Кинси: Может быть любой в пределах от 0 до 6
- Операция по коррекции пола: Не рассматривается самим индивидом в реальности, нежелательна и не показана.
- Гормонотерапия: Не рассматривается индивидом как привлекательная возможность, нежелательна и не показана.
- Психотерапия: Нежелательна и не нужна.
- Примечание: Интерес к переодеванию — только эпизодический.

### Тип второй: Фетишистский трансвестизм
- Гендерная идентичность (самоощущение): Мужское.
- Привычки в одежде и социальная жизнь: Живёт как мужчина. Переодевается в женскую одежду периодически или часть времени носит её. Обычно носит мужское нижнее бельё, но может носить и женское, чтобы испытывать возбуждение постоянно.
- Выбор сексуальных объектов и половая жизнь: Гетеросексуален. Изредка бисексуален. Мастурбация с фетишем (переодеванием в женскую одежду). Чувство вины, ощущение собственной «неправильности». Попытки «исправиться» и рецидивы.
- Оценка по шкале Кинси: 0-2 (то есть исключительно или преимущественно гетеросексуален).
- Операция по коррекции пола: Активно отвергается индивидом, не кажется привлекательной идеей, не показана.
- Гормонотерапия: Редко рассматривается индивидом как привлекательная возможность. Иногда может быть показана для снижения либидо.
- Психотерапия: Может быть успешной при условии благоприятного семейного и социального окружения.
- Примечания: Может имитировать двойственную (мужскую и женскую) идентичность с мужским и женским именами.

### Тип третий: Истинный трансвестизм
- Гендерная идентичность (самоощущение): Мужское (но с меньшей уверенностью, с колебаниями).
- Привычки в одежде и социальная жизнь: Переодевается в женскую одежду постоянно или настолько часто, насколько это возможно по ситуации. Может успешно жить и быть принимаемым обществом в качестве женщины. Предпочитает носить женское нижнее бельё, но может носить мужское, если нет другой возможности.
- Выбор сексуальных объектов и половая жизнь: Гетеросексуален, за исключением ситуаций, когда надевает женскую одежду. В женской одежде гомосексуален и предпочитает традиционно «женскую», пассивно-рецептивную роль. Переодевание приносит сексуальное удовлетворение одновременно с облегчением или снятием гендерного дискомфорта. Может пытаться «исправиться» и рецидивировать.
- Оценка по шкале Кинси: 0-2 (то есть исключительно или преимущественно гетеросексуален)
- Операция по коррекции пола: На практике отвергается индивидом, но теоретически, как идея, может казаться привлекательной. Не показана.
- Гормонотерапия: Привлекательна для индивида, во всяком случае, как эксперимент. Может помочь эмоционально. Может быть показана.
- Психотерапия: Бессмысленна. Если проводится попытка психотерапии, она обычно оказывается безуспешной.
- Примечания: Может принимать двойственную идентичность. Тенденция к развитию в сторону транссексуализма.

### Тип четвёртый: Нон-оп транссексуализм
- Гендерная идентичность (самоощущение): Неопределённое, между мужским и женским. Колебания между тем, считать ли себя трансвеститом или MtF транссексуалкой.
- Привычки в одежде и социальная жизнь: Переодевается настолько часто, насколько это возможно. Переодевание не приносит полного освобождения от гендерного дискомфорта и воспринимается как недостаточная мера. Может жить как мужчина или как женщина. Иногда чередует жизнь в той и в другой роли.
- Выбор сексуальных объектов и половая жизнь: Либидо часто низкое. Асексуальность или аутосексуальность/аутоэротичность. Может быть бисексуальность. В некоторых случаях может состоять в браке и иметь детей.
- Оценка по шкале Кинси: 1-4 (то есть достаточно большой процент бисексуальности, но не исключительная гомосексуальность).
- Операция по коррекции пола: Привлекательна для индивида, но инициатива в запросе индивидом не проявляется, либо заинтересованность в операции поначалу не признаётся индивидом. Может быть показана или не показана в зависимости от клинической ситуации.
- Гормонотерапия: Необходима для ощущения гендерного комфорта и эмоционального равновесия. Показана.
- Психотерапия: Показана, но только в качестве сопровождения и поддержки процесса транзишена; в противном случае отвергается или оказывается безуспешной.
- Примечание: Социальная жизнь в том или другом поле зависит от обстоятельств.

### Тип пятый: Истинный, или ядерный, транссексуализм с гендерной дисфорией средней тяжести
- Гендерная идентичность (самоощущение): Женское (ощущение себя женщиной, ошибочно заключённой в мужское тело).
- Привычки в одежде и социальная жизнь: Живёт и работает как женщина, если это возможно. Получает недостаточное, неполное облегчение гендерного дискомфорта как от женской одежды, так и от гормонотерапии.
- Выбор сексуальных объектов и половая жизнь: Либидо низкое. Асексуальность или аутосексуальность/аутоэротичность, либо пассивная «гомосексуальная» (относительно акушерского пола) активность. Может быть в прошлом женат и иметь детей.
- Оценка по шкале Кинси: 4-6 (то есть преимущественно или исключительно гомосексуальность).
- Операция по коррекции пола: Активно требуется самим индивидом, и обычно бывает показана.
- Гормонотерапия: Необходима взамен операций или (чаще) как предварительная подготовка к операциям.
- Психотерапия: Активно отвергается, бессмысленна и оказывается безуспешной в плане попыток примирить индивида со своим телом и чуждой для него гендерной ролью. Показана только в качестве сопровождения и поддержки процесса транзишена.
- Примечания: Сильные надежды на операцию и готовность её добиваться, работать на неё. Часто цель достигается.

### Тип шестой: Истинный, или ядерный, транссексуализм с тяжёлой гендерной дисфорией
- Гендерная идентичность (самоощущение): Женское (ощущение себя женщиной, ошибочно заключённой в мужском теле; активное отвержение и неприятие своего тела). Полная психосексуальная «инверсия».
- Привычки в одежде и социальная жизнь: Живёт и работает как женщина, если это возможно по обстоятельствам. Ношение женской одежды и гормонотерапия дают недостаточное и неполное облегчение гендерного дискомфорта. Гендерный дискомфорт очень сильный.
- Выбор сексуальных объектов и половая жизнь: В молодости интенсивно стремится к романтическим или сексуальным отношениям с обычными (гетеросексуальными) мужчинами в качестве женщины. Отношения с гомосексуальными мужчинами активно отвергает и относится с неприязнью и отвращением, поскольку не желает быть воспринимаемой как мужчина. Позднее либидо снижается. Может состоять в браке и иметь детей, но только за счёт использования фантазий о себе как женщине в процессе сношения, в противном случае сношение невозможно.
- Оценка по шкале Кинси: 6 (исключительная «гомосексуальность» относительно акушерского пола).
- Операция по коррекции пола: Активно требуется индивидом. Показана как можно скорее по жизненным показаниям. Обычно пациентки способны добиться её.
- Гормонотерапия: Активно требуется. Показана для частичного облегчения состояния, но не может заменить операцию.
- Психотерапия: Психологическая помощь и поддержка в процессе транзишена или психотерапия только для симптоматического облегчения состояния. Не может заменить гормонотерапию и операции.
- Примечания: Активно ненавидит свои мужские половые органы. Высокий риск суицида или самоповреждения (самостоятельного производства кастрации или пенэктомии) в случае задержки с разрешением на операцию.

## Сексуальная ориентация транссексуалов
Шкала Бенджамина использует шкалу Кинси для различения между «истинной транссексуальностью» и «трансвестизмом». Однако постулированная Бенджамином строгая взаимосвязь между гендерной идентичностью и сексуальной ориентацией основывалась на личных предрассудках исследователя, а не на его научных находках.
В те времена, когда д-р Бенджамин практиковал лечение транссексуальности, ни один транссексуал не мог быть квалифицирован как подходящий кандидат для гормонотерапии и операций, если он не был абсолютно «гомосексуален» относительно своего анатомического пола (то есть, в действительности, гетеросексуален относительно своей гендерной идентичности), и, таким образом, не был абсолютно «гетеросексуален» после завершения трансформации (относительно своего нового анатомического пола). Это было просто потому, что в то время существовала вера в то, что «само собой разумеется», «настоящая», «нормальная» женщина обязательно должна быть строго гетеросексуальна, а лесбиянки рассматривались как «не совсем женщины», «ненастоящие женщины», девиантные или аномальные женщины. Поэтому для врачей того времени (включая самого д-ра Бенджамина) выглядела дикой, абсурдной идея о том, чтобы помогать MtF-транссексуалке (то есть анатомическому «мужчине»), которую сексуально привлекают женщины, в коррекции пола, с тем, чтобы она была лесбиянкой после коррекции пола: ведь это же анатомически мужчина, и этот человек может любить женщин как мужчина, а значит, не нуждается в коррекции пола. Аналогично дикой выглядела для д-ра Бенджамина мысль о том, чтобы помогать в трансформации FtM-транссексуалу (то есть анатомической «женщине»), которого привлекают мужчины (то есть FtM-гею): ведь это анатомически женщина, и, следовательно, этот человек может любить мужчин как женщина.
Когда транссексуалы и транссексуалки узнали об этом предрассудке, многие из них начали лгать относительно своей сексуальной ориентации для того, чтобы получить необходимое лечение — гормонотерапию и операции. В настоящее время в большинстве клиник стран Запада и в ряде клиник в России (например, МГПЭЦ), занимающихся лечением расстройств гендерной идентичности, понимают, что сексуальная ориентация и гендерная идентичность — разные вещи и что сексуальная ориентация у трансгендерного, так же как и у обычного, человека может быть любой, и может не совпадать с тем, что «социально предписывается» для «настоящих мужчин» и «настоящих женщин».

## Современные взгляды на шкалу гендерной идентичности
Современные взгляды на вопросы гендерной идентичности отличаются от взглядов Гарри Бенджамина не только в том, что исключают сексуальную ориентацию как критерий для диагностики и различения между транссексуальностью, трансвестизмом и другими формами гендерно-вариантного поведения. Сегодняшние взгляды также исключают фетишистский трансвестизм из спектра расстройств гендерной идентичности, поскольку это феномен совершенно иной природы, не имеющий отношения к гендерной идентичности индивида, но связанный с фетишизмом, сексуальным возбуждением.